# Martin Knakal
Martin Knakal (* 17. dubna 1984 v Plzni na Lochotíně) je český fotbalový obránce.

## Klubová kariéra
Ve Viktorii Plzeň hrál na postu pravého obránce, vedle svého staršího bratra Petra, který hraje stopera. Ve Viktorii začínal už od žáků, vynikal zejména dlouhými vhazovanými míči, které byl schopen od postranní čáry hodit až do pokutového území. Byl také známý velkým počtem karetních trestů. Jen za první polovinu sezóny 2006/07 měl na svém kontě 4 žluté a 2 červené karty.
Ve Viktorii Plzeň hrál první ligu od léta 2005, v lednu 2007 přestoupil do řeckého klubu Škoda Xanthi. Martin Knakal se řeckému klubu upsal na 5 let, ale už po půl roce přestoupil do Sigmy Olomouc. Ani zde se výrazněji neprosadil a na jaře 2008 šel na hostování do pražských Bohemians 1905. Od jara 2022 hraje za FJ SRK Železná Ruda.

## Reprezentace
Knakal působil v českých mládežnických reprezentačních výběrech od kategorie do 15 let. Za reprezentaci do 21 let odehrál 8 zápasů a vstřelil jeden gól (11. října 2005 proti Finsku, výhra 3:1).

### Reprezentační zápasy a góly
Zápasy Martina Knakala v české reprezentaci do 21 let 
| Rok    | Zápasy | Góly |
| ------ | ------ | ---- |
| 2005   | 4      | 1    |
| 2006   | 3      | 0    |
| 2007   | 1      | 0    |
| Celkem | 8      | 1    |

Góly Martina Knakala v české reprezentaci do 21 let 
| Gól | Datum        | Stadion                         | Soupeř | Skóre (min.) | Výsledek | Soutěž                      |
| --- | ------------ | ------------------------------- | ------ | ------------ | -------- | --------------------------- |
| 010 | 11. 10. 2005 | Pohjola Stadium, Vantaa, Finsko | Finsko | 00:10 (37.)  | 1:3      | kvalifikace na ME „21“ 2006 |